# Vladímir I de Kíev
Vladímir I --Volodímir en ucraïnès, Valdimar en normand i Volodymer en rutè—conegut a Ucraïna i Rússia com a Sant Vladímir o Vladímir el Gran, (958 a Kíev-15 de juliol de 1015 a Berestove, avui en dia, Kíev) va ser príncep de Nóvgorod (970), Gran Príncep de la Rus de Kíev entre 980 i 1015. Es va convertir al cristianisme el 988 i va fer convertir-se i batejar als seus súbdits del Rus de Kíev. Va ser canonitzat en el segle XIII per l'església ortodoxa oriental.
El pare de Vladimir era Sviatoslav I de la Dinastia ruríkida. Després de la mort del seu pare el 972, Vladimir, que aleshores era el príncep de Novgorod, es va veure obligat a fugir a l'estranger després que el seu germà Yaropolk assassinés el seu altre germà Oleg el 977 per convertir-se en l'únic governant. Vladimir va reunir un exèrcit de varegs i va tornar per deposar Yaropolk el 978. Cap a l'any 980, Vladimir havia consolidat el seu regne a la Mar Bàltica i va enfortir les fronteres contra les incursions de búlgars, tribus bàltiques i nòmades orientals. Originàriament seguidor del paganisme eslau, Vladimir es va convertir al cristianisme l'any 988, i va cristianitzar Kíev, va unir l'imperi, i va crear un sentiment nacionalista pel país quan encara no era un element comú.
D'acord amb la Crònica Primària, la crònica més primerenca de la Rus de Kíev, el seu nom real era Volodímer (en eslau antic: Владимеръ). Depenent de l'idioma, aquest nom pot tenir variacions: a ucraïnès modern Volodímir (Владимир), a rus modern Vladímir (Влади́мир), a nòrdic antic Valdamarr i en nòrdic modern Valdemar (en antic eslau oriental: Владимеръ Святославичь; en rus: Владимир I Святославич, Владимир Красное Солнышко ; en ucraïnès: Владимир Святославич; Vladímir es catalanitza com a Vladímir.

## Biografia
Fill il·legítim de Sviatoslav I de Kíev i d'una serventa anomenada Maluša, descrita a les sagues escandinaves com a profetessa que va viure cent anys i que, fins a la seva mort, vivia en una cova vora Kíev. El germà de Maluša, Dobrínia de Nóvgorod, va ser el tutor del jove Vladímir i el seu conseller més fidel.
Versions hagiogràfiques de dubtosa autenticitat diuen que l'educació del nen va estar a càrrec de la seva àvia Olga de Kíev, regent del principat durant les campanyes de Sviatoslav. Quan, el 969, Sviatoslav va traslladar la seva cort a Perejaslavec, va nomenar Vladimir governador de Nóvgorod, deixant el seu primogènit Iaropolk el control de Kíev, la capital del principat. Un cop mort Sviatoslav (972), en 976 va esclatar la guerra entre Iaropolk i el seu germà petit Oleg, que havia estat governador de Dareva.

### Ascens al poder
En 977 Vladímir va fugir a refugiar-se a Escandinàvia amb els seus parents, quan Nóvgorod va caure en mans d'Iaropolk. L'any següent va tornar a Nóvgorod amb un exèrcit i en 979 va reconquerir la ciutat. Va matar el príncep vareg Ragnvald de Polock i n'obligà la filla Ranghild, que s'havia compromès amb Iaropolk, a casar-se amb ell.
Iaropolk fugí quan Vladímir va assetjar Kíev i va ser detingut i mort en 980. Amb la mort de son germà, Vladímir va posar fi a la guerra i va convertir-se en sobirà únic dels dominis de son pare.
Tot i que hi abundaven els cristians, la conversió de la Rus de Kíev no va començar fins al govern d'Olga. El fill d'aquesta, Sviatoslav, havia estat pagà i havia estat contrari al cristianisme. Vladímir va romandre, inicialment, fidel al paganisme, prenent nombroses esposes i erigint altars a divinitats com Perun i Veles. Va continuar l'expansió de Kíev cap a Galítsia conquerint les Fortaleses Vermelles en 981, contra els jatving, a la mar Bàltica el 983, contra els búlgars el 985 i contra l'Imperi Romà d'Orient, a Crimea, el 987.

### Conversió al cristianisme
La Crònica Primària informa que l'any 986, missioners de diversos pobles que representaven diverses religions van arribar a Kíev, intentant convertir Vladimir a la seva religió. L'any 987, després de consultar amb els seus boiars, Vladimir va enviar enviats per estudiar les religions dels diferents pobles veïns els representants dels quals l'havien exhortat a abraçar les seves respectives religions. Encara que en les dues històries Vladimir rebutja finalment totes les opcions excepte el cristianisme oriental, dubta i no es converteix.
L'any 988, després d'haver pres la ciutat de Quersonès a Crimea, va negociar amb valentia la mà de la germana de l'emperador Basili II, Anna. Mai abans una princesa imperial bizantina, i "nascuda de color porpra", s'havia casat amb un bàrbar, ja que les ofertes matrimonials dels reis francesos i dels emperadors del Sacre Imperi Romanogermànic havien estat peremptòriament rebutjades. En resum, casar la princesa de vint-i-set anys amb un eslau pagà semblava impossible. Vladimir va ser batejat a Quersonès, però, prenent el nom cristià de Basili per compliment al seu cunyat imperial; el sagrament va ser seguit de les seves noces amb Anna.
Les fonts àrabs, tant musulmanes com cristianes, presenten una història diferent de la conversió de Vladimir. Yahya d'Antioquia, al-Rudhrawari, al-Makin, al-Dimashqi i ibn al-Athir donen essencialment el mateix relat. L'any 987, Bardas Escler i Bardas Focas es van revoltar contra l'emperador romà d'Orient Basili II. Els dos rebels es van unir breument, però després Bardas Focas es va proclamar emperador el 14 de setembre de 987. Basili II va demanar ajuda a la Rus de Kíev, tot i que en aquell moment es consideraven enemics. Vladimir va acceptar, a canvi d'un vincle matrimonial; també va acceptar el cristianisme com la seva religió i cristianitzar el seu poble. Quan es van resoldre els acords del casament, Vladimir va enviar 6.000 soldats a l'Imperi Romà d'Orient, i van ajudar a sufocar la revolta.
Tornant a Kíev en triomf, Vladímir va destruir monuments pagans i va establir moltes esglésies, començant per una església dedicada a Sant Basili i l'Església dels Delmes (989).
El 988 i el 991, va batejar els prínceps petxenegs Metiga i Kuchug, respectivament.

### Regnat cristià

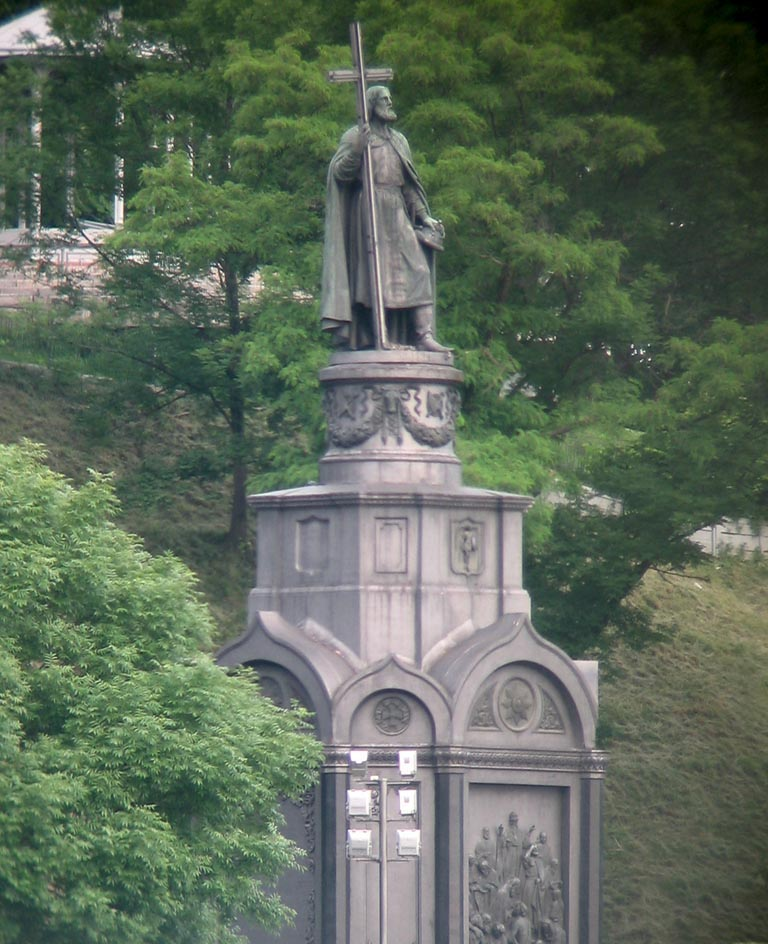
Monument a Vladímir a Kíev, 1853; escultura de Peter Klodt von Urgensburg i Vasily Demuth-Malinovsky, projecte arquitectònic de Konstantin Thon.
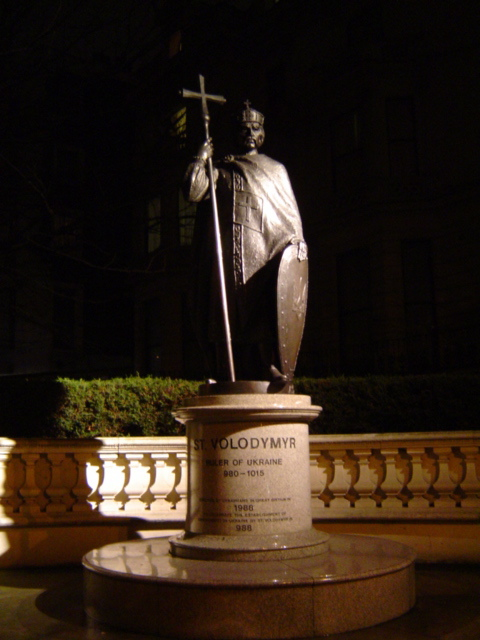
Estàtua del sant a Londres, 1996

Aleshores Vladimir va formar un gran consell amb els seus boiars i va establir els seus dotze fills sobre els seus principats súbdits. Segons la Crònica Primària, va fundar la ciutat de Belgorod l'any 991. El 992, va iniciar una campanya contra els croats, probablement els croats blancs que vivien a la frontera de l'Ucraïna moderna. Aquesta campanya es va veure truncada pels atacs dels petxenegs a Kíev i als voltants.
En els seus darrers anys va viure en relativa pau amb els seus altres veïns: Boleslau I de Polònia, Esteve I d'Hongria i Andrikh el txec (una figura fosca esmentada a la Crònica Primària). En morir la seva muller Anna, es va casar probablement amb la neta d'Otó I del Sacre Imperi Romanogermànic.
El 1014, el seu fill Iaroslau el Savi va deixar de pagar tribut. Vladimir va decidir castigar la insolència del seu fill i va començar a reunir tropes contra ell. Vladimir va emmalaltir, molt probablement de vellesa, i va morir a Berestove, prop de l'actual Kíev. Les diferents parts del seu cos desmembrat estaven repartides entre els seus nombrosos fonaments sagrats i eren venerades com a relíquies.
Durant el seu regnat cristià, Vladimir va viure els ensenyaments de la Bíblia mitjançant actes de caritat. Repartiria menjar i beguda als menys afortunats, i s'esforçava per sortir a la gent que no podia arribar-hi. El seu treball es basava en l'impuls d'ajudar els veïns ajudant-los en les seves dificultats. Va fundar nombroses esglésies, inclosa la Desyatynna Tserkva (Església, o Catedral, dels Delmes) (989), va establir escoles, va protegir els pobres i va introduir els tribunals eclesiàstics. Vivia majoritàriament en pau amb els seus veïns, les incursions dels petxenegs per si sols pertorbaven la seva tranquil·litat.
Va introduir el codi de dret bizantí als seus territoris després de la seva conversió però va reformar alguns dels seus elements més durs; va abolir la pena capital, juntament amb la tortura judicial i la mutilació.
Morí a Berestovo, prop de Kíev. El seu cos va ser partit i les diverses parts repartides entre esglésies i monestirs que havia fundat: hi va ser venerat fins i tot abans de la seva canonització. Les esglésies catòlica i ortodoxa el veneren com a sant el 15 de juliol.

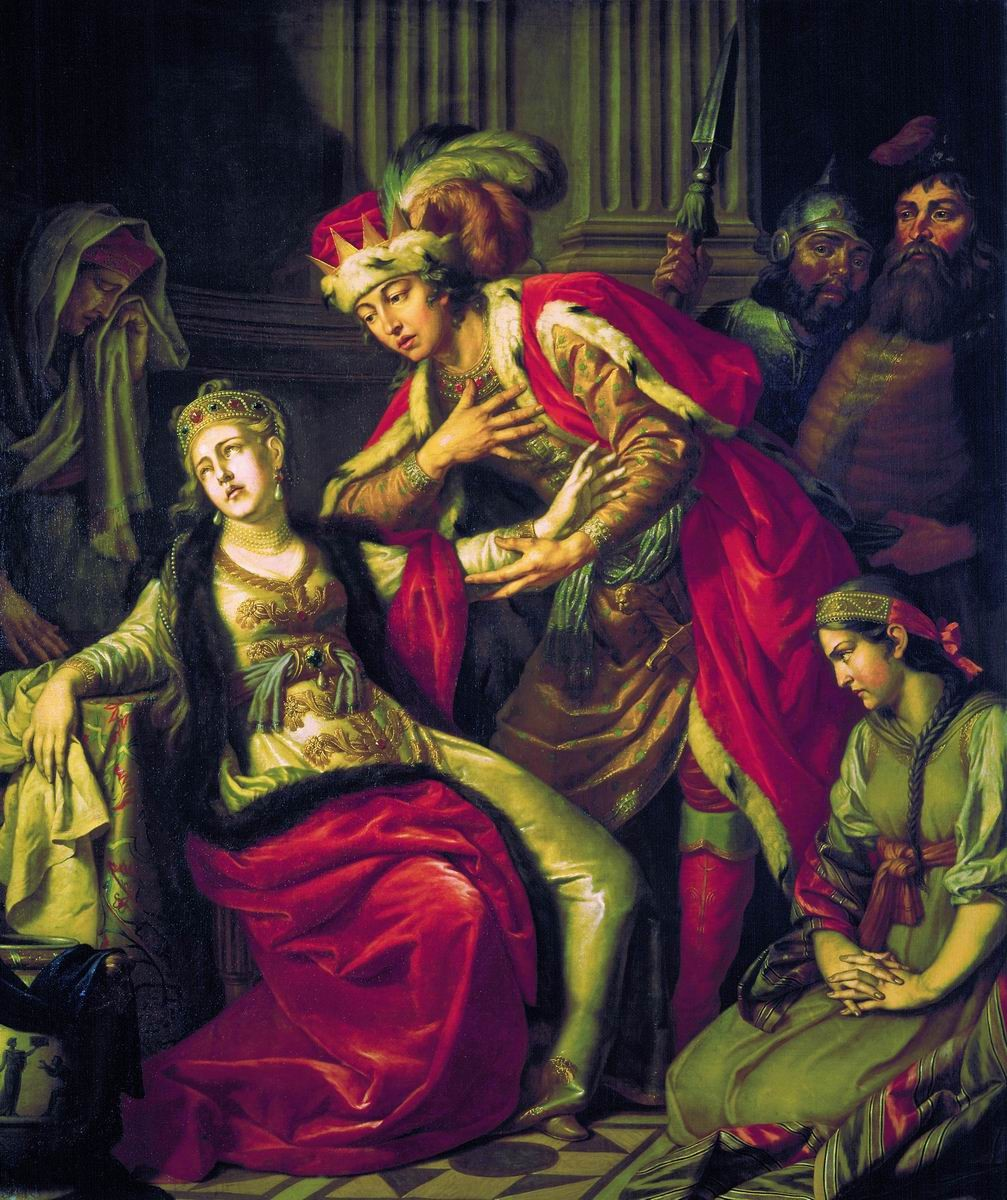
Anton Losenko, Vladímir i Rogneda (1770).
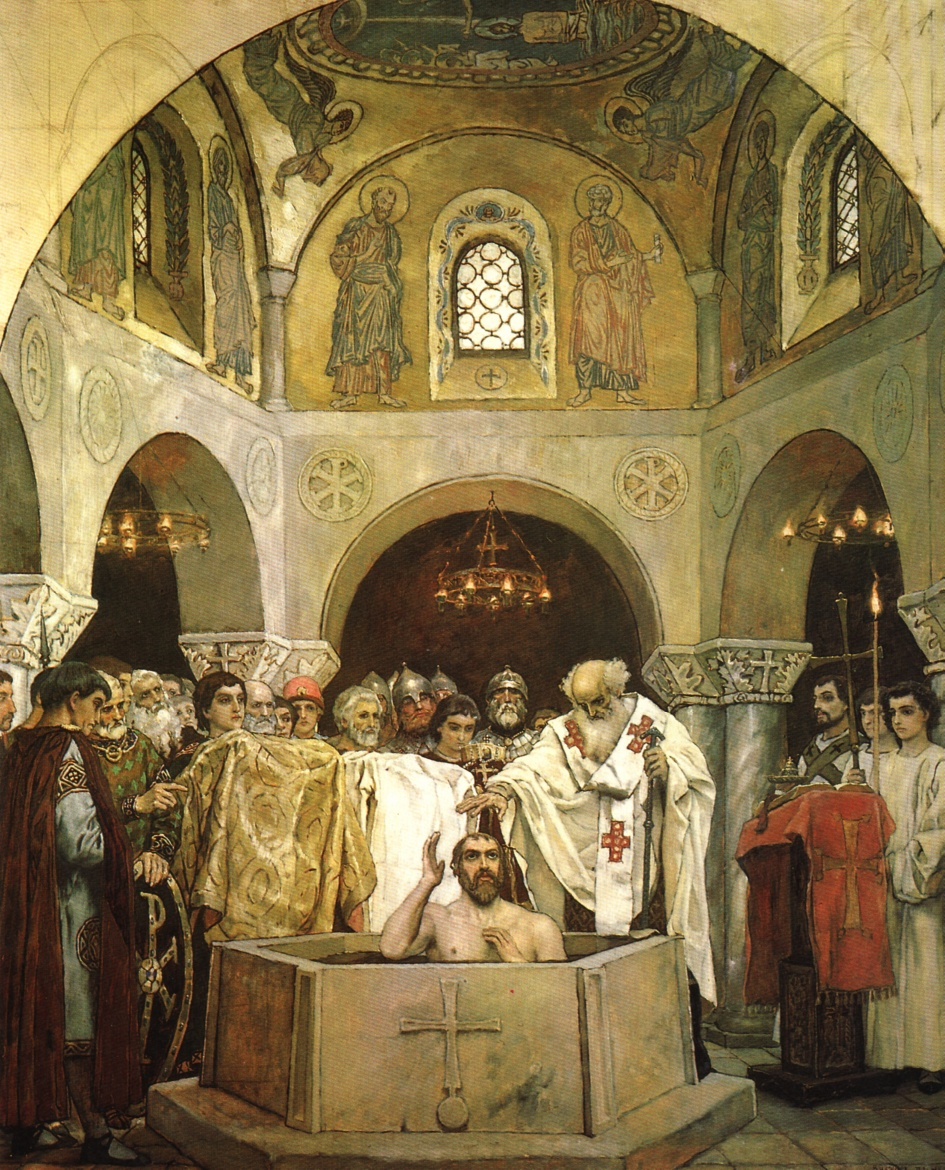
Viktor Vasnetsov, Baptisme de Vladímir, 1890 (dibuix per al fresc de la Catedral de Vladímir)
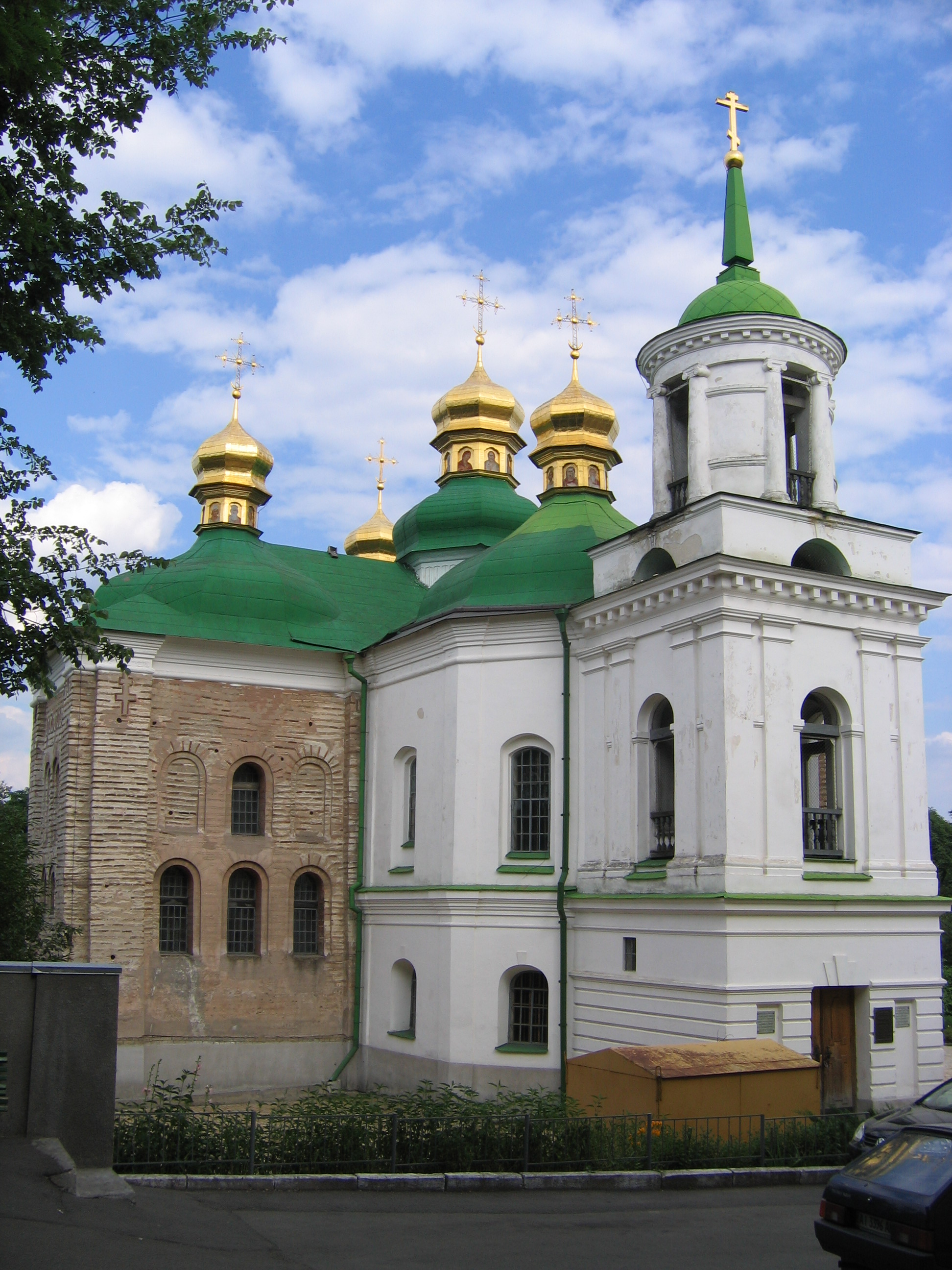
Sant Salvador de Berestovo, a Kíev, edificat sobre el lloc on va morir Vladímir i on n'hi havia part de les restes

A la seva mort va esclatar la guerra civil entre els seus fills Sviatopolk, que contava amb el suport de Boleslau I de Polònia, i Iaroslau pel tron del Rus, en la qual Iaroslau es va imposar.

## Significat i llegat

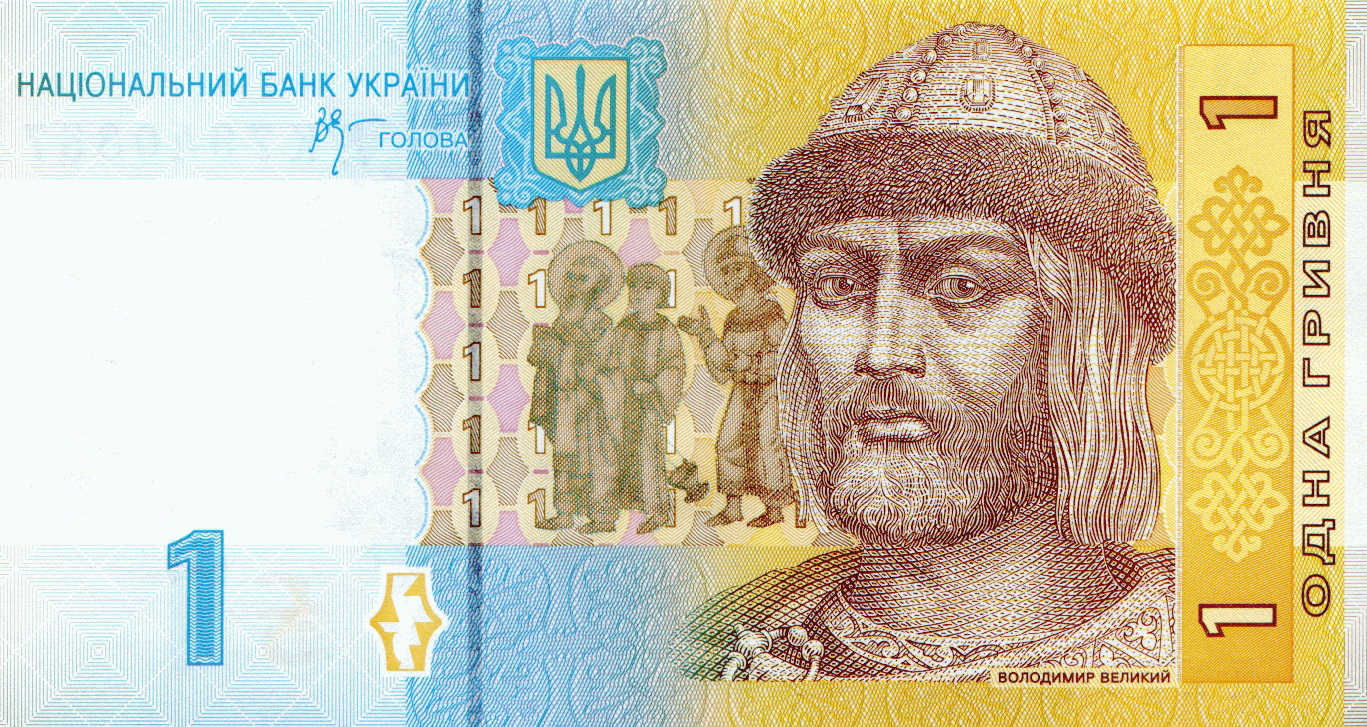
Retrat de Vladímir el Gran a l'anvers del bitllet d'una grivna ucraïnesa, al voltant de 2006.

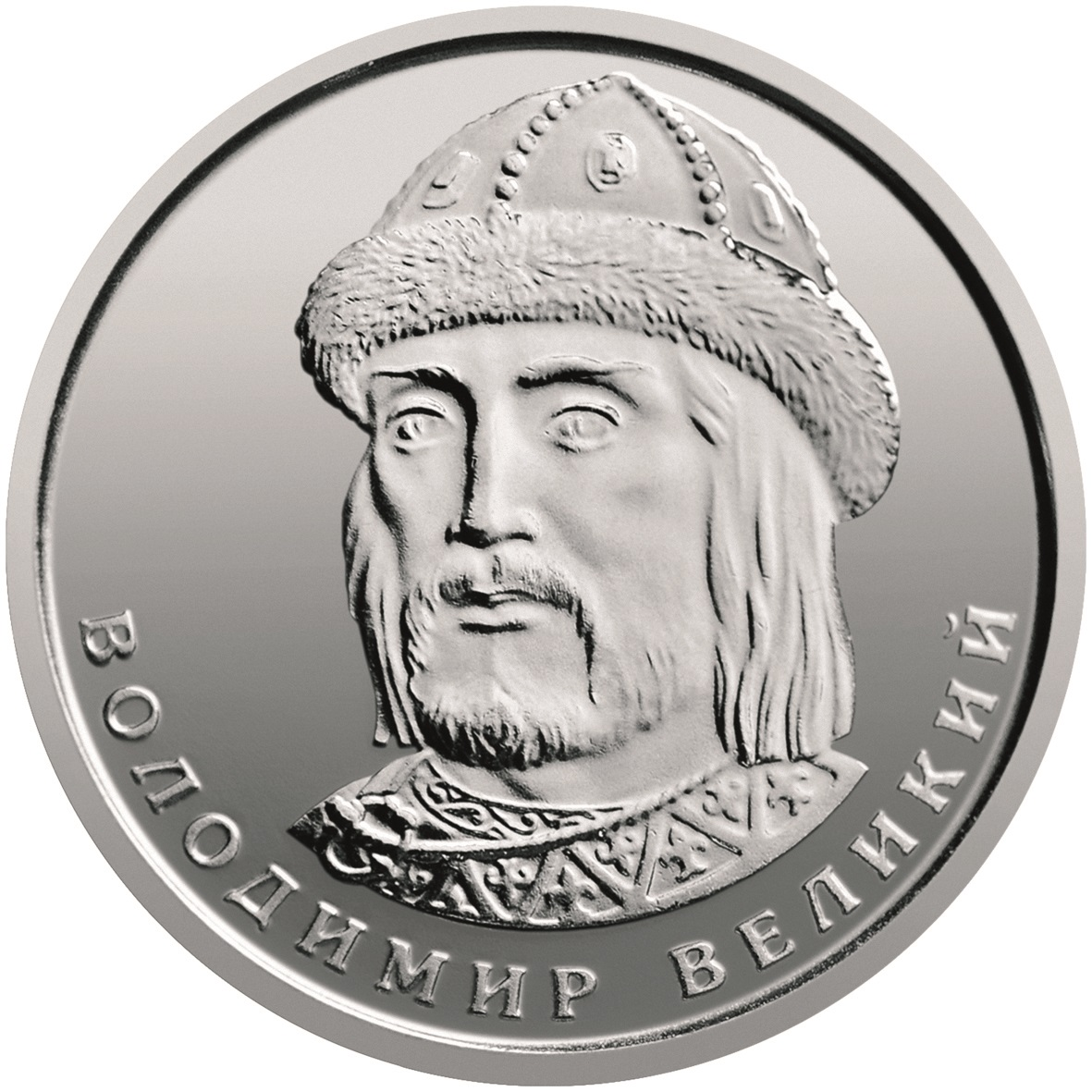
Retrat de Vladímir el Gran al revers de la moneda d'una hryvnia ucraïnesa, cap al 2018.

Les esglésies ortodoxa, luterana de ritu bizantí i catòlica celebren la festa de Sant Vladímir el 15 o el 28 de juliol.
La ciutat Volodýmyr al nord-oest de Ucraïna va ser fundada per Vladímir i porta el seu nom. La fundació d'una altra ciutat, Vladímir a Rússia, sol atribuir-se a Vladímir II Monòmac. No obstant això, alguns investigadors sostenen que també va ser fundada per Vladímir el Gran.
Totes les branques de l'economia van prosperar sota el seu mandat. Va encunyar monedes i va regular els assumptes exteriors amb altres països, com el comerç, portant vins grecs, espècies de Bagdad i cavalls àrabs per als mercats de Kíev. El nom de Vladimiro va penetrar en tota la cultura ucraïnesa i russa.

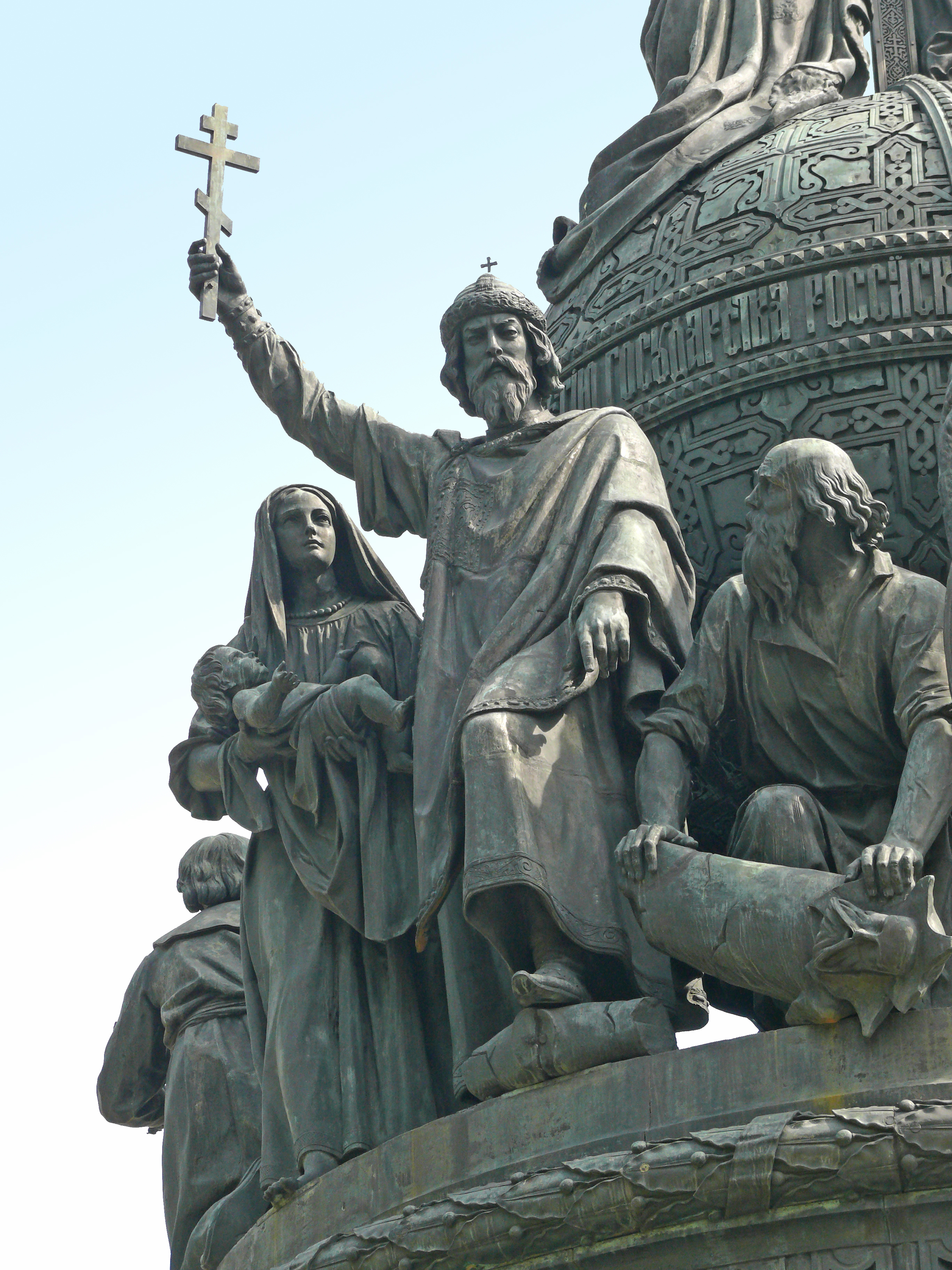
Vladimiro el Gran en el monument Mil·lenari de Rússia a Nóvgorod
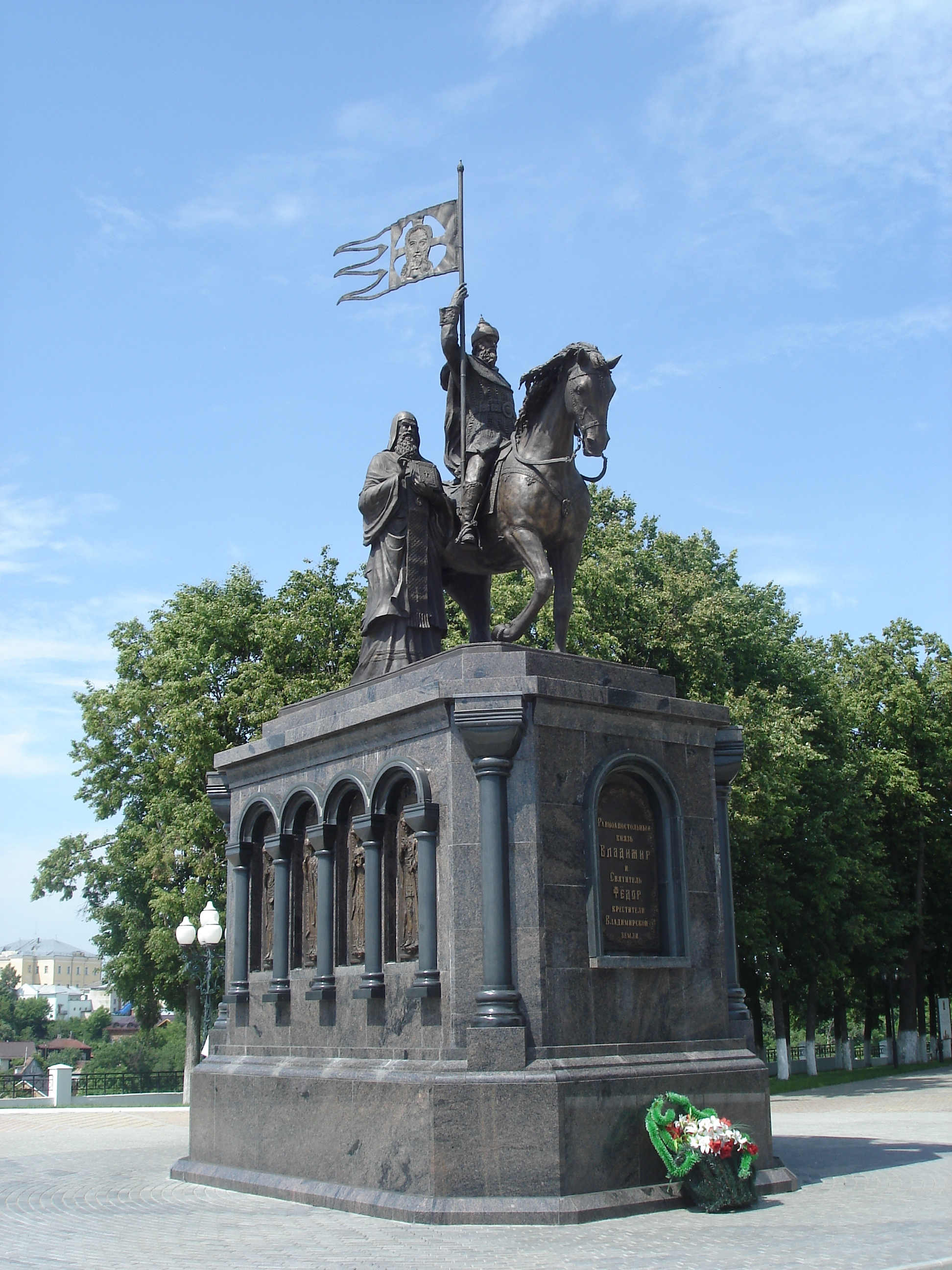
Monument a Vladímir el Gran i el monjo Fiódor al Parc Puixkin a Vladímir, Rússia
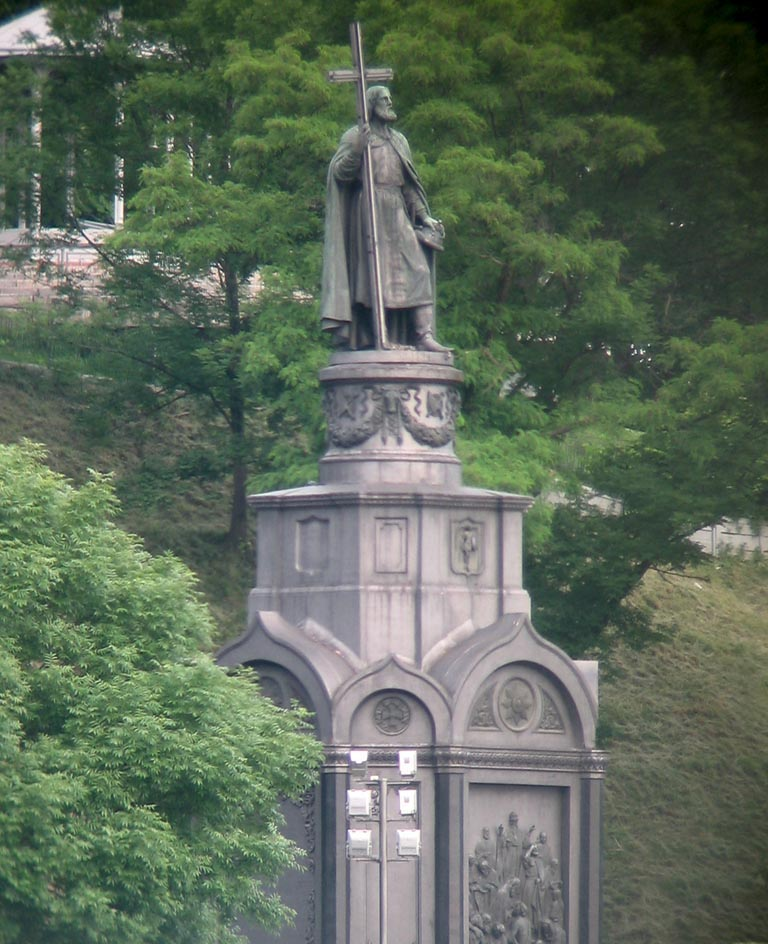
Monument a Vladímir el Gran en Kíev
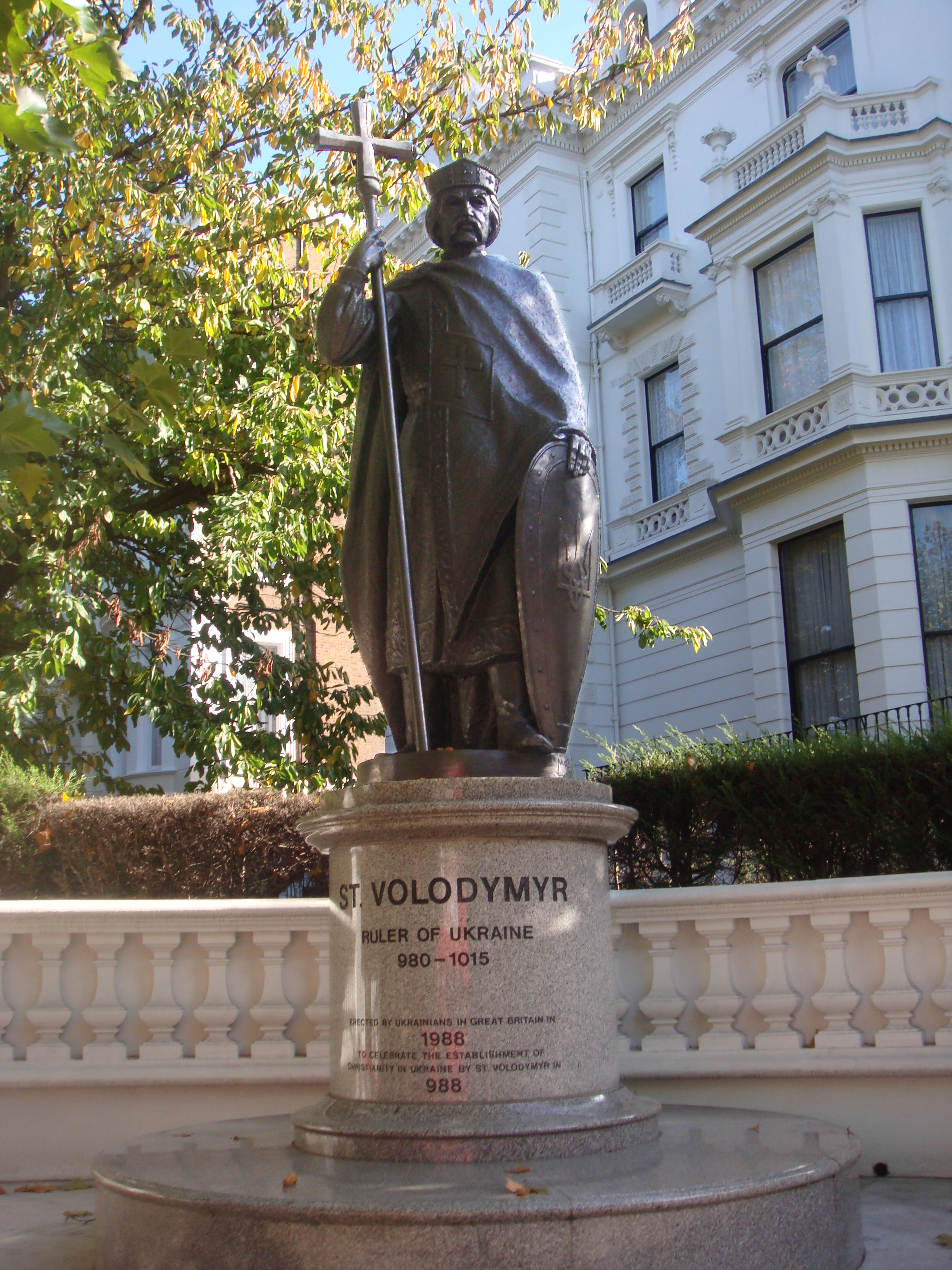
Sant Vladímir a Gdańsk, Polònia. Erigida el 2015 en ocasió del mil·lenni des de la mort del baptisme del Rus de Kíev. Construïda amb ajuda de la comunitat ucraïnesa de Gdansk i la diàspora ucraïnesa pel món.
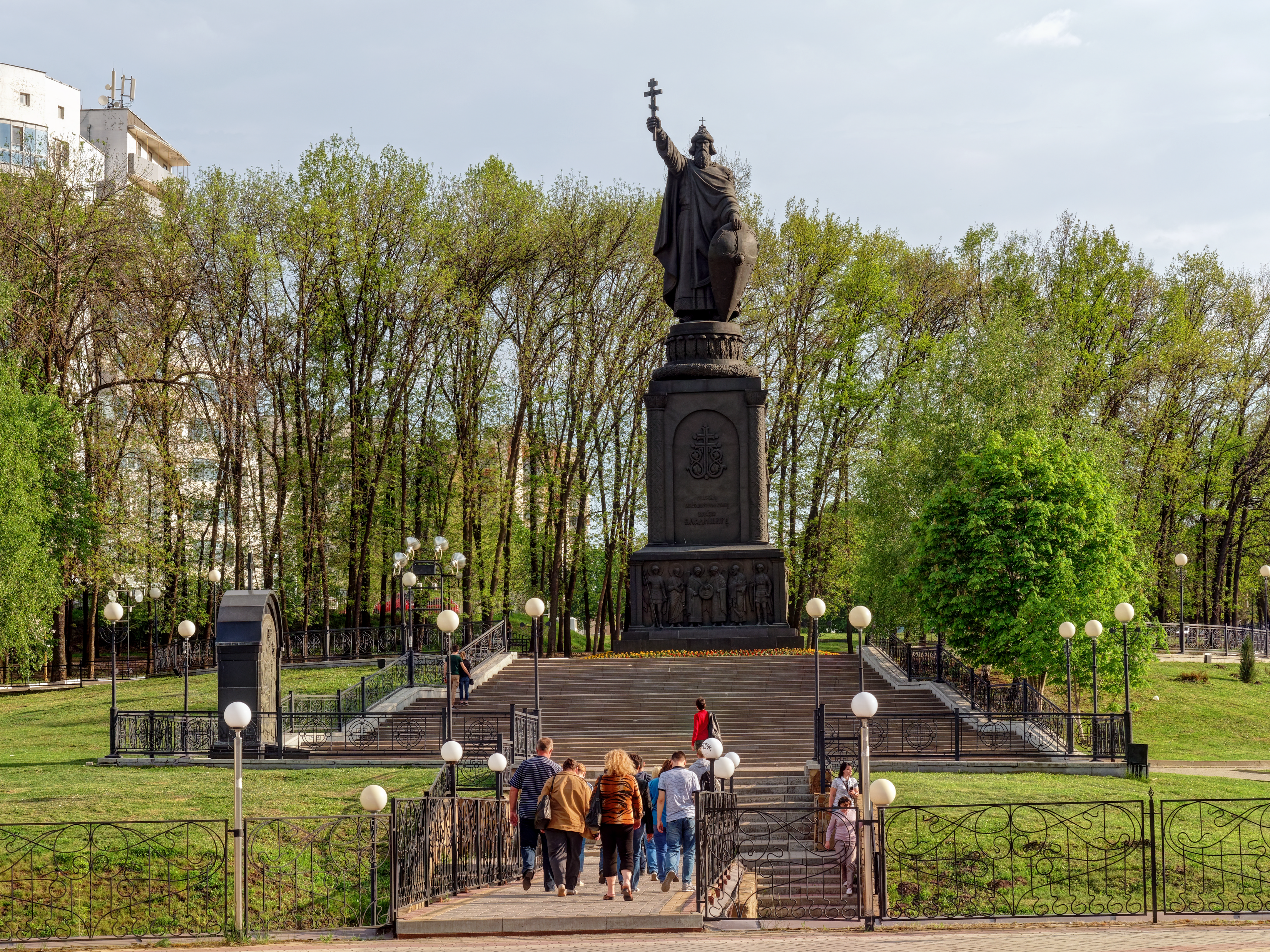
Monument a Sant Vladímir el Gran a Bèlgorod, Rússia